# Lista păsărilor din Macedonia de Nord

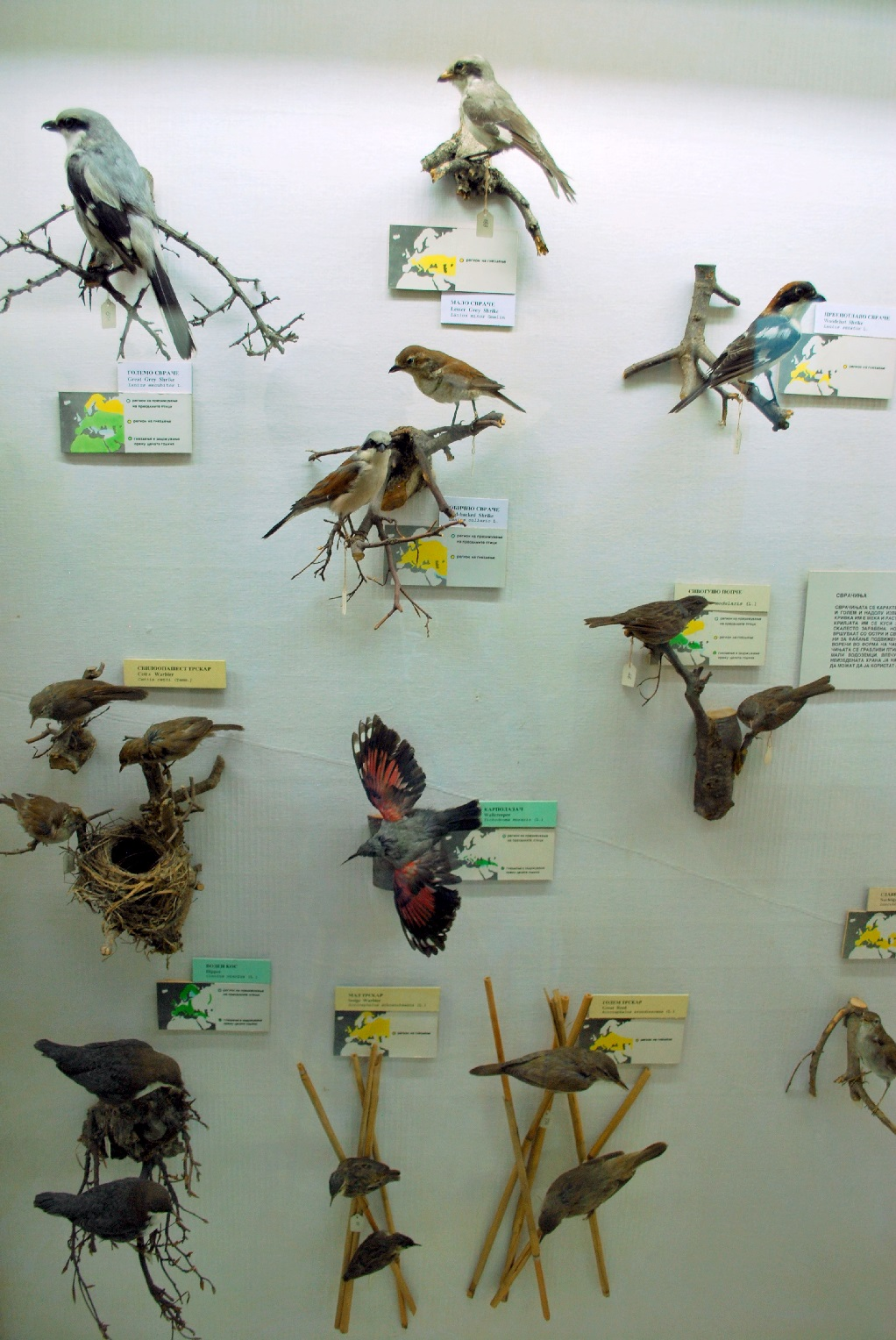

Lista păsărilor din Macedonia de Nord cuprinde 328 de specii. Taxonomia acestei liste (denumirea și secvența ordinelor, familiilor și speciilor) și nomenclatura sa (denumiri comune și științifice) urmează convențiile impuse de Clements Checklist of Birds of the World, ediția 2023. Numele familiei de la începutul fiecărui paragraf reflectă această taxonomie, ca și numărul de specii regăsit în fiecare familie.
Pentru a evidenția speciile rare sau dispărute, sunt folosite simboluri specifice. Speciile nemarcate sunt specii comune.
- (A) „Accidental” — specii care apar rar sau accidental în Macedonia de Nord
- (Ex) „Extincție locală” — specii care nu se mai găsesc în Macedonia de Nord, deși există în alte țări

## Rațe, gâște și lebede
Ordin: Anseriformes   Familie: Anatidae
Anatidele includ rațele și cele mai multe păsări de apă asemănătoare rațelor, precum gâștele și lebedele. Aceste păsări sunt adaptate la o existență acvatică, au degetele de la picioare unite printr-o membrană, ciocuri turtite și pene care favorizează scurgerea apei datorită unui strat uleios.
- Gâscă de vară, Anser anser
- Gârliță mare, Anser albifrons
- Gârliță mică, Anser erythropus (A)
- Gâscă de taiga, Anser fabalis
- Gâscă de tundră, Anser serrirostris
- Gâscă cu gât roșu, Branta ruficollis (A)
- Lebădă de vară, Cygnus olor
- Lebădă de tundră, Cygnus bewickii (A)
- Lebădă de iarnă, Cygnus cygnus (A)
- Călifar roșu, Tadorna ferruginea (A)
- Călifar comun, Tadorna tadorna
- Rață cârâitoare, Spatula querquedula
- Rață lingurar, Spatula clypeata
- Rață pestriță, Mareca strepera
- Rață fluierătoare, Mareca penelope
- Rață mare, Anas platyrhynchos
- Rață sulițar, Anas acuta
- Rață mică, Anas crecca
- Rață marmorată, Marmaronetta angustirostris (Ex)
- Rață cu ciuf, Netta rufina
- Rață cu cap castaniu, Aythya ferina
- Rață roșie, Aythya nyroca
- Rață moțată, Aythya fuligula
- Rață cu cap negru, Aythya marila (A)
- Rață catifelată, Melanitta fusca (A)
- Rață de ghețuri, Clangula hyemalis (A)
- Rață sunătoare, Bucephala clangula
- Ferestraș mic, Mergellus albellus
- Ferestraș mare, Mergus merganser
- Ferestraș moțat, Mergus serrator
- Rață cu cap alb, Oxyura leucocephala (A)

## Fazani și cocoși
Ordin: Galliformes   Familie: Phasianidae
Phasianidae este o familie de păsări terestre. În general, sunt de talie medie (deși variază ca mărime) și au aripi largi, relativ scurte.
- Prepeliță, Coturnix coturnix
- Potârniche de stâncă, Alectoris graeca
- Fazan, Phasianus colchicus
- Potârniche, Perdix perdix
- Ieruncă, Tetrao urogallus (A)
- Cocoș de munte, Tetrastes bonasia
- Cocoș de mesteacăn, Lyrurus tetrix (A)

## Flamingo
Ordin: Phoenicopteriformes   Familie: Phoenicopteridae
Flamingo sunt păsări gălăgioase, de obicei cu o înălțime de 1 până la 1,5 m, care se găsesc atât în emisfera vestică, cât și în cea estică. Se hrănesc cu crustacee și alge. Ciocurile lor cu forme ciudate sunt special adaptate pentru a separa noroiul și nămolul de hrana pe care o consumă și, în mod unic, au ciocul curbat, înghițind hrana după ce filtrează apa murdară prin aplecarea capului.
- Flamingo roz, Phoenicopterus roseus (A)

## Corcodei
Ordin: Podicipediformes   Familie: Podicipedidae
Corcodeii sunt păsări de apă dulce de talie mică până la mijlocie. Au degete lobate și sunt excelenți înotători și scufundători. Cu toate acestea, au picioarele plasate mult înapoi pe corp, ceea ce îi face să se deplaseze destul de greu pe uscat.
- Corcodel mic, Tachybaptus ruficollis
- Corcodel urechiat, Podiceps auritus (A)
- Corcodel cu gât roșu, Podiceps grisegena (A)
- Corcodel mare, Podiceps cristatus
- Corcodel cu gât negru, Podiceps nigricollis

## Porumbei și turturele
Ordin: Columbiformes   Familie: Columbidae
Porumbeii și turturelele sunt păsări robuste, cu gât scurt și ciocuri scurte și subțiri, cu o ceromă („nări”) cărnoasă.
- Porumbel, Columba livia
- Porumbel de scorbură, Columba oenas
- Porumbel gulerat, Columba palumbus
- Turturică, Streptopelia turtur
- Guguștiuc, Streptopelia decaocto

## Dropii
Ordin: Otidiformes   Familie: Otididae
Dropiile sunt păsări terestre de talie mare, asociate în principal cu habitatele deschise uscate și stepele din Lumea Veche. Sunt omnivore și cuibăresc pe pământ. Se deplasează continuu, folosindu-și picioarele puternice și degetele mari de la picioare pentru a scormoni după hrană. Au aripi lungi, late, cu vârfuri în formă de „degete” și stiluri ciudate de zbor. Multe au penaje interesante în perioada de împerechere.
- Dropie, Otis tarda (A)
- Dropie mică, Tetrax tetrax (A)

## Cuci
Ordin: Cuculiformes   Familie: Cuculidae
Familia Cuculidae sunt păsări de dimensiuni variabile, cu corpuri zvelte, cozi lungi și picioare puternice. Cucii din Lumea Veche sunt caracterizați de parazitism nidicol.
- Cuc pătat, Clamator glandarius (A)
- Cuc, Cuculus canorus

## Caprimulgidae
Ordin: Caprimulgiformes   Familie: Caprimulgidae
Speciile din această familie sunt păsări nocturne de talie medie care de obicei cuibăresc pe sol. Au aripi lungi, picioare scurte și ciocuri foarte scurte. Majoritatea au picioare mici, puțin utilizate pentru pășit și aripi lungi ascuțite. Penajul lor moale este de aceeași culoare cu scoarța copacilor, permițându-le să se camufleze.
- Caprimulg, Caprimulgus europaeus

## Drepne
Ordin: Caprimulgiformes   Familie: Apodidae
Apodidele sunt păsări mici, care își petrec cea mai mare parte a vieții zburând. Aceste păsări au picioare foarte scurte și nu se așează voluntar pe pământ, preferând să se agațe pe suprafețe verticale. Multe au aripi lungi și înclinate, care seamănă cu o semilună sau un bumerang.
- Drepnea alpină, Tachymarptis melba
- Drepnea neagră, Apus apus
- Drepnea palidă, Apus pallidus (A)

## Ralide
Ordin: Gruiformes   Familie: Rallidae
Rallidae este o familie mare de păsări de talie mică până la mijlocie. De obicei, locuiesc în vegetația densă din mediile umede, în apropierea lacurilor, mlaștinilor sau râurilor. În general, sunt păsări timide și ascunse, ceea ce le face dificil de observat. Majoritatea speciilor au picioare puternice și degete lungi, bine adaptate la suprafețele moi neuniforme. Tind să aibă aripi scurte, rotunjite și să fie zburătoare slabe.
- Cristei de baltă, Rallus aquaticus
- Cristel de câmp, Crex crex
- Cresteț pestriț, Porzana porzana
- Găinușă de baltă, Gallinula chloropus
- Lișiță, Fulica atra
- Cresteț cenușiu, Zapornia parva
- Cresteț pitic, Zapornia pusilla (A)

## Cocori
Ordin: Gruiformes   Familie: Gruidae
Cocorii sunt păsări mari, cu picioare lungi și cu gât lung. Spre deosebire de stârcii cu care se aseamănă, dar nu au legătură, cocorii zboară cu gâtul întins, nu tras spre spate. Majoritatea au ritualuri de împerechere elaborate și zgomotoase sau chiar veritabile „dansuri”.
- Cocor mare, Grus grus

## Burhinide
Ordin: Charadriiformes   Familie: Burhinidae
Burhinidele sunt un grup de păsări în mare parte tropicale. Se găsesc în întreaga lume în zona tropicală, unele specii reproducându-se și în Europa temperată și Australia. Au dimensiuni medii până la mari, cu ciocuri puternice negre sau galben-negre, ochi galbeni mari și penaj oblic. Majoritatea speciilor au o preferință pentru habitatele aride sau semiaride.
- Pasărea ogorului, Burhinus oedicnemus

## Avocete și piciorongi
Ordin: Charadriiformes   Familie: Recurvirostridae
Recurvirostridae este o familie de păsări de talie mare, care include avocetele și piciorongii. Avocetele au picioare lungi și ciocuri lungi, curbate în sus. Piciorongii au picioare extrem de lungi și ciocuri lungi, subțiri și drepte.
- Piciorong, Himantopus himantopus
- Ciocîntors, Recurvirostra avosetta (A)

## Scoicari
Ordin: Charadriiformes   Familie: Haematopodidae
Scoicarii sunt păsări mari și gălăgioase, cu ciocuri puternice pe care le folosesc pentru a strivi și a extrage carnea moluștelor cu care se hrănesc.
- Scoicar, Haematopus ostralegus (A)

## Ploieri, nagâți și prundărași
Ordin: Charadriiformes   Familie: Charadriidae
Familia Charadriidae include ploieri, nagâți și prundărași. Sunt păsări de talie mică până la mijlocie, cu corp compact, gât scurt și gros și aripi lungi, de obicei ascuțite. Se regăsesc în spații deschise din întreaga lume, mai ales în habitatele din apropierea apelor.
- Ploier argintiu, Pluvialis squatarola (A)
- Ploier auriu, Pluvialis apricaria (A)
- Nagâț, Vanellus vanellus
- Nagâț sudic, Vanellus spinosus (A)
- Prundăraș gulerat mic, Charadrius dubius
- Ploier de munte, Charadrius morinellus (A)
- Prundăraș gulerat mare, Charadrius hiaticula (A)

## Scolopacide
Ordin: Charadriiformes   Familie: Scolopacidae
Scolopacidae este o familie mare și diversă de păsări de coastă, de talie mică până la mijlocie. Majoritatea speciilor din această familie se hrănesc cu nevertebrate mici culese din nămol sau de pe sol. Variația lungimii picioarelor și a ciocurilor permite mai multor specii să se hrănească în același habitat, în special costier, fără concurență directă pentru hrană.
- Culic mic, Numenius phaeopus (A)
- Culic mare, Numenius arquata
- Culic cu cioc subțire, Numenius tenuirostris (Ex)
- Sitar de mâl, Limosa limosa
- Pietruș, Arenaria interpres (A)
- Bătăuș, Calidris pugnax
- Prundaș de nămol, Calidris falcinellus (A)
- Fugaci roșcat, Calidris ferruginea (A)
- Prundaș pitic, Calidris temminckii (A)
- Nisipar, Calidris alba (A)
- Fugaci de țărm, Calidris alpina
- Fugaci mic, Calidris minuta
- Becațină mică, Lymnocryptes minimus
- Sitar de pădure, Scolopax rusticola (A)
- Becațină mare, Gallinago media (A)
- Becațină comună, Gallinago gallinago
- Fluierar de munte, Actitis hypoleucos
- Fluierar de zăvoi, Tringa ochropus
- Fluierar negru, Tringa erythropus
- Fluierar cu picioare verzi, Tringa nebularia
- Fluierar de lac, Tringa stagnatilis
- Fluierar de mlaștină, Tringa glareola
- Fluierar cu picioare roșii, Tringa totanus

## Ciovlici și cursoriine
Ordin: Charadriiformes   Familie: Glareolidae
Glareolidae este o familie care cuprinde ciovlicii, păsări cu picioare scurte, aripi lungi ascuțite și cozi lungi bifurcate și cursoriinele, care au picioare lungi, aripi scurte, ciocuri lungi și ascuțite, curbate în jos.
- Ciovlica roșcată, Glareola pratincola (А)

## Lupi de mare
Ordin: Charadriiformes   Familie: Stercorariidae
Lupii de mare sunt, în general, păsări de talie medie spre mare, de obicei cu penaj gri sau maro, adesea cu pete albe pe aripi. Cuibăresc pe sol în regiunile temperate și arctice și migrează pe distanțe lungi.
- Lup de mare, Stercorarius pomarinus (A)
- Lup de mare mic, Stercorarius parasiticus (A)

## Pescăruși, chire și forfecari
Ordin: Charadriiformes   Familie: Laridae
Laridae este o familie de păsări marine de talie medie până la mare, pescăruși, chire (sau rândunici de mare) și forfecari. Pescărușii sunt de obicei gri sau albi, adesea cu zone negre pe cap sau pe aripi. Au ciocuri robuste, lungi și picioare palmate. Chirele sunt un grup de păsări marine, în general medii până la mari, cu penaj gri sau alb, adesea cu pete negre pe cap. Majoritatea vânează pești prin scufundare, dar unele culeg insecte de pe suprafața apei. Chirele sunt, în general, păsări cu viață lungă, mai multe specii depășind vârsta medie de 30 de ani.
- Pescăruș cu trei degete, Rissa tridactyla (A)
- Pescăruș rozalb, Chroicocephalus genei (A)
- Pescăruș râzător, Chroicocephalus ridibundus
- Pescăruș mic, Hydrocoloeus minutus
- Pescăruș Ross, Rhodostethia rosea (A)
- Pescăruș cu cap negru , Ichthyaetus melanocephalus
- Pescăruș asiatic, Ichthyaetus ichthyaetus (A)
- Pescăruș sur, Larus canus
- Pescăruș cu picioare galbene, Larus michahellis
- Pescăruș pontic, Larus cachinnans (A)
- Pescăruș negricios, Larus fuscus (A)
- Chiră mică, Sternula albifrons (A)
- Pescăriță râzătoare, Gelochelidon nilotica (A)
- Chirighiță, Hydroprogne caspia (A)
- Chirighiță neagră, Chlidonias niger
- Chirighiță cu aripi albe, Chlidonias leucopterus (A)
- Chirighiță cu obraz alb, Chlidonias hybrida (A)
- Chiră de baltă, Sterna hirundo
- Chiră de mare, Thalasseus sandvicensis (A)

## Cufundari
Ordin: Gaviiformes   Familie: Gaviidae
Cufundarii sunt un grup de păsări acvatice care se găsesc în multe părți ale Americii de Nord și în nordul Europei. Au dimensiunea unei rațe mari sau a unei gâște mici, cu care seamănă oarecum atunci când înoată, dar cu care nu au nicio legătură.
- Cufundar mic, Gavia stellata (A)
- Cufundar polar, Gavia arctica
- Cufundar mare, Gavia immer (A)

## Berze
Ordin: Ciconiiformes   Familie: Ciconiidae
Berzele sunt păsări mari, cu picioare lungi, cu gât lung, cu ciocuri lungi și robuste. Berzele sunt mute, dar clămpănitul ciocurilor lor este un mod important de comunicare în cuib. Cuiburile lor au dimensiuni mari și pot fi refolosite mulți ani. Multe specii sunt migratoare.
- Barză neagră, Ciconia nigra
- Barză albă, Ciconia ciconia

## Cormorani
Ordin: Suliformes   Familie: Phalacrocoracidae
Phalacrocoracidae este o familie de păsări marine de coastă, de talie medie până la mare, care se hrănesc cu pește. Culoarea penajului variază, majoritatea având în principal penaj închis la culoare, unele specii fiind alb-negru, iar câteva fiind colorate.
- Cormoran mic, Microcarbo pygmeus
- Cormoran mare, Phalacrocorax carbo

## Pelicani
Ordin: Pelecaniformes   Familie: Pelecanidae
Pelicanii sunt păsări de apă de dimensiuni mari, cu o pungă distinctivă sub cioc. Ca și în cazul altor membri ai ordinului Pelecaniformes, au degetele de la picioare unite cu o membrană.
- Pelican comun, Pelecanus onocrotalus
- Pelican creț, Pelecanus crispus

## Stârci și egrete
Ordin: Pelecaniformes   Familie: Ardeidae
Familia Ardeidae include stârci și egrete. Stârcii și egretele sunt păsări de talie medie spre mare, cu gât și picioare lungi. Membrii familiei zboară cu gâtul retras, spre deosebire de alte păsări cu gât lung, cum ar fi berzele sau ibișii.
- Buhai de baltă, Botaurus stellaris
- Stârc mic, Ixobrychus minutus
- Stârc cenușiu, Ardea cinerea
- Stârc roșu, Ardea purpurea
- Egretă mare, Ardea alba
- Egretă mică, Egretta garzetta
- Stârc de cireadă, Bubulcus ibis (A)
- Stârc galben, Ardeola ralloides
- Stârc de noapte, Nycticorax nycticorax

## Ibiși și lopătari
Ordin: Pelecaniformes   Familie: Threskiornithidae
Threskiornithidae este o familie de păsări mari, terestre, care include ibișii și lopătarii. Au aripi lungi și late, cu 11 pene primare și aproximativ 20 de pene secundare. În ciuda dimensiunii și greutății lor, sunt zburătoare puternice și foarte capabile.
- Țigănuș, Plegadis falcinellus (A)
- Lopătar alb, Platalea leucorodia

## Pandionide
Ordin: Accipitriformes   Familie: Pandionidae
Familia Pandionidae conține o singură specie, uliganul pescar, o pasăre răpitoare de talie medie, un consumator de pește specializat, cu răspândire globală.
- Uligan pescar, Pandion haliaetus (A)

## Accipitride
Ordin: Accipitriformes   Familie: Accipitridae
Accipitridae este o familie de păsări de pradă, care include șoimii, vulturii, ulii și acvilele. Aceste păsări au cioc puternic, sub formă de cârlig, pentru a smulge carnea prăzilor, picioare puternice, gheare puternice și o vedere ascuțită.
- Zăgan, Gypaetus barbatus (Ex)
- Hoitar, Neophron percnopterus
- Viespar, Pernis apivorus
- Vultur negru, Aegypius monachus
- Vultur sur, Gyps fulvus
- Șerpar, Circaetus gallicus
- Acvilă țipătoare mică, Clanga pomarina
- Acvilă țipătoare, Clanga clanga (A)
- Acvilă pitică, Hieraaetus pennatus
- Acvilă de stepă, Aquila nipalensis (A)
- Acvilă de câmp, Aquila heliaca
- Acvilă de munte, Aquila chrysaetos
- Acvilă porumbacă, Aquila fasciata (A)
- Erete de stuf, Circus aeruginosus
- Erete vânăt, Circus cyaneus
- Erete alb, Circus macrourus (A)
- Erete sur, Circus pygargus
- Uliu cu picioare scurte, Accipiter brevipes
- Uliu păsărar, Accipiter nisus
- Uliu porumbar, Accipiter gentilis
- Gaie roșie, Milvus milvus
- Gaie neagră, Milvus migrans
- Codalb, Haliaeetus albicilla
- Șorecar încălțat, Buteo lagopus (A)
- Șorecar comun, Buteo buteo
- Șorecar mare, Buteo rufinus

## Bufnițe de hambar
Ordin: Strigiformes   Familie: Tytonidae
Bufnițele de hambar sunt bufnițe de dimensiuni mijlocii spre mari, cu capete mari și fețe caracteristice, în formă de inimă. Au picioare lungi și puternice, cu gheare puternice.
- Strigă, Tyto alba (A)

## Bufnițe
Ordin: Strigiformes   Familie: Strigidae
Bufnițele sunt păsări de pradă nocturne și solitare, de talie mică până la mare. Au ochi și urechi mari, ambele perechi orientate spre înainte, un cioc asemănător cu cel al șoimilor și un cerc vizibil de pene în jurul fiecărui ochi.
- Ciuf pitic, Otus scops
- Buhă, Bubo bubo
- Ciuvică, Glaucidium passerinum
- Cucuvea, Athene noctua
- Huhurez mic, Strix aluco
- Huhurez mare, Strix uralensis
- Ciuf de pădure, Asio otus
- Ciuf de câmp, Asio flammeus
- Minuniță, Aegolius funereus (A)

## Pupeze
Ordin: Bucerotiformes   Familie: Upupidae
Pupezele au pene de culoare neagră, albă și portocalie-roz, cu o creastă erectilă mare pe cap.
- Pupăză, Upupa epops

## Pescărași
Ordin: Coraciiformes   Familie: Alcedinidae
Pescărașii sunt păsări de talie medie, cu cap mare, ciocuri lungi și ascuțite, picioare scurte și cozi stufoase. În Macedonia de Nord se găsește o singură specie.
- Pescăraș albastru, Alcedo atthis

## Prigorii
Ordin: Coraciiformes   Familie: Meropidae
Prigoriile sunt un grup de păsări din familia Meropidae. Cele mai multe specii se găsesc în Africa, dar altele apar în sudul Europei, Madagascar, Australia și Noua Guinee. Se caracterizează prin penaj bogat colorat, corpuri zvelte și, de obicei, pene centrale alungite ale cozii. Toate sunt colorate și au ciocuri lungi și aripi ascuțite, care le dau un aspect asemănător unei rândunici când sunt văzute de departe.
- Prigorie, Merops apiaster

## Coraciide
Ordin: Coraciiformes   Familie: Coraciidae
Coracididele sunt asemănătoare cu ciorile ca mărime și construcție, dar sunt mai strâns înrudite cu pescărașii și prigoriile. Ei împărtășesc aspectul colorat al acelor grupuri, predominând culorile albastru și maro. Cele două degete interioare din față sunt conectate, dar nu și degetul exterior.
- Dumbrăveancă, Coracias garrulus

## Ciocănitori
Ordin: Piciformes   Familie: Picidae
Ciocănitorile sunt păsări de talie mică până la mijlocie, cu ciocuri asemănătoare unei dălți, picioare scurte, cozi rigide și limbi lungi folosite pentru capturarea insectelor. Unele specii au picioare cu două degete îndreptate înainte și două înapoi, în timp ce mai multe specii au doar trei degete. Multe ciocănitori au obiceiul să lovească zgomotos cu ciocul în trunchiurile copacilor.
- Capîntors, Jynx torquilla
- Ciocănitoare de stejar, Dendrocoptes medius
- Ciocănitoare cu spatele alb, Dendrocopos leucotos
- Ciocănitoare pestriță mare, Dendrocopos major
- Ciocănitoare de grădină, Dendrocopos syriacus
- Ciocănitoare pestriță mică, Dryobates minor
- Ciocănitoare verzuie, Picus canus
- Ciocănitoare verde, Picus viridis
- Ciocănitoare neagră, Dryocopus martius

## Șoimi
Ordin: Falconiformes   Familie: Falconidae
Falconidae este o familie de păsări de pradă diurne. Se deosebesc de șoimi, vulturi și ulii prin faptul că ucid folosind ciocul în loc de gheare.
- Vânturel mic, Falco naumanni
- Vânturel roșu, Falco tinnunculus
- Vânturel de seară, Falco vespertinus
- Șoim mediteraneean, Falco eleonorae (A)
- Șoim de iarnă, Falco columbarius
- Șoimul rândunelelor, Falco subbuteo
- Șoim Lanner, Falco biarmicus
- Șoim dunărean, Falco cherrug (A)
- Șoim călător, Falco peregrinus

## Oriolide
Ordin: Passeriformes   Familie: Oriolidae
Oriolidele Lumii Vechi sunt păsări paseriforme colorate. Nu au legătură cu oriolidele din Lumea Nouă.
- Grangur, Oriolus oriolus

## Sfrâncioci
Ordin: Passeriformes   Familie: Laniidae
Sfrânciocii sunt păsări paseriforme cunoscute pentru obiceiul lor de a prinde alte păsări și animale mici și de a înfinge părțile neconsumate ale corpului prăzilor lor în spini.
- Sfrâncioc roșiatic, Lanius collurio
- Sfrâncioc mare, Lanius excubitor
- Sfrâncioc cu frunte neagră, Lanius minor
- Sfrâncioc cu mască, Lanius nubicus
- Sfrâncioc cu cap roșu, Lanius senator

## Corvide
Ordin: Passeriformes   Familie: Corvidae
Familia Corvidae include corbii, ciorile, gaițele, stăncuțele, coțofenele și alunarii. Corvidele au dimensiuni peste media ordinului Passeriformes, iar unele dintre speciile de dimensiuni mai mari prezintă un nivel ridicat de inteligență.
- Gaiță, Garrulus glandarius
- Coțofană, Pica pica
- Alunar, Nucifraga caryocatactes
- Stâncuță de munte, Pyrrhocorax pyrrhocorax
- Stăncuță alpină, Pyrrhocorax graculus
- Stăncuță, Corvus monedula
- Cioară de semănătură, Corvus frugilegus
- Cioară grivă, Corvus cornix
- Corb, Corvus corax

## Pițigoi
Ordin: Passeriformes   Familie: Paridae
Paridae sunt în principal specii mici de păsări de pădure, cu ciocuri scurte și robuste. Unele au creste. Sunt păsări adaptabile, cu o dietă mixtă care include semințe și insecte.
- Pițigoi de brădet, Periparus ater
- Pițigoi moțat, Lophophanes cristatus
- Pițigoi de livadă, Poecile lugubris
- Pițigoi sur, Poecile palustris
- Pițigoi de munte, Poecile montana
- Pițigoi albastru, Cyanistes caeruleus
- Pițigoi mare, Parus major

## Remizide
Ordin: Passeriformes   Familie: Remizidae
Remizidele sunt un grup de păsări mici înrudite cu pițigoii. Sunt insectivore.
- Boicuș, Remiz pendulinus

## Ciocârlii
Ordin: Passeriformes   Familie: Alaudidae
Ciocârliile sunt păsări terestre mici, cu cântece deseori extravagante și stiluri specifice de zbor. Cele mai multe au un aspect destul de anost. Se hrănesc cu insecte și semințe.
- Ciocârlie urecheată, Eremophila alpestris
- Ciocârlie cu degete scurte, Calandrella brachydactyla
- Ciocârlie de stepă, Melanocorypha calandra
- Ciocârlie de pădure, Lullula arborea
- Ciocârlie de câmp, Alauda arvensis
- Ciocârlan, Galerida cristata

## Panuride
Ordin: Passeriformes   Familie: Panuridae
Această specie, singura din familia sa, se găsește în vegetația de stuf din Europa temperată și Asia.
- Pițigoi de stuf, Panurus biarmicus

## Cisticolide
Ordin: Passeriformes   Familie: Cisticolidae
Cisticolidae sunt păsări care se găsesc în principal în regiunile sudice mai calde ale Lumii Vechi. Sunt, în general, păsări de dimensiuni foarte mici, cu aspect maroniu sau gri, care se găsesc în zone deschise, cum ar fi pășunile sau tufișurile. Sunt înrudite cu rândunicile. Au fost clasificat anterior în familia Sylviidae, dar acum sunt clasificate într-o familie separată, Cisticolidae.
- Cisticola cu coadă striată, Cisticola juncidis (A)

## Frunzărițe și lăcari
Ordin: Passeriformes   Familie: Acrocephalidae
Membrii acestei familii sunt de obicei destul de mari pentru o pasăre cântătoare. Cele mai multe au un colorit destul de simplu, maro și măsliniu pe spate, cu mult galben până la bej pe burtă. Trăiesc de obicei la limita pădurilor, în stufărișuri sau iarbă înaltă. Se găsesc mai ales în zonele din sudul și vestul Eurasiei și în împrejurimi, dar și departe în Pacific, cu unele specii în Africa.
- Frunzăriță persană, Iduna pallida
- Frunzăriță de măslin, Hippolais olivetorum
- Frunzăriță galbenă, Hippolais icterina
- Privighetoare de baltă, Acrocephalus melanopogon
- Lăcar de rogoz, Acrocephalus schoenobaenus
- Lăcar de mlaștină, Acrocephalus palustris
- Lăcar de lac, Acrocephalus scirpaceus
- Lăcar mare, Acrocephalus arundinaceus

## Locustelide
Ordin: Passeriformes   Familie: Locustellidae
Locustellidae este o familie de mici păsări cântătoare insectivore, răspândite în principal în Eurasia, Africa și regiunea australiană. Sunt păsări mici, cu cozi lungi și ascuțite și care au de obicei o culoare maronie sau cafenie.
- Grelușel de stuf, Locustella luscinioides

## Rândunele și lăstuni
Ordin: Passeriformes   Familie: Hirundinidae
Speciile din familia Hirundinidae sunt adaptate la hrănirea aeriană. Au un corp zvelt și aerodinamic, aripi lungi ascuțite și un cioc scurt, cu o deschidere largă. Picioarele sunt adaptate mai degrabă la agățat decât la mers, iar degetele din față sunt parțial unite la bază.
- Lăstun de mal, Riparia riparia
- Lăstun de stâncă, Ptyonoprogne rupestris
- Rândunică, Hirundo rustica
- Rândunică roșcată, Cecropis daurica
- Lăstun de casă, Delichon urbicum

## Pitulice
Ordin: Passeriformes   Familie: Phylloscopidae
Phylloscopidae sunt o familie de mici păsări insectivore, răspândite mai ales în Eurasia și în unele zone din Indonezia și Africa. Speciile sunt de diferite dimensiuni, adesea cu penaj verde pe spate și galben pe burtă, cu culori cenușiu-verde până la gri-maro.
- Pitulice sfârâitoare, Phylloscopus sibilatrix
- Pitulice de munte orientală, Phylloscopus orientalis
- Pitulice cu sprânceană galbenă, Phylloscopus inornatus (A)
- Pitulice fluierătoare, Phylloscopus trochilus
- Pitulice mică, Phylloscopus collybita

## Cettiide
Ordin: Passeriformes   Familie: Cettiidae
Membrii acestei familii sunt răspândiți în Africa, Asia și Polinezia. În ultimii ani, taxonomia lor a fost modificată, unele genuri fiind plasate în alte familii.
- Stufărică, Cettia cetti

## Pițigoi cu coadă lungă
Ordin: Passeriformes   Familie: Aegithalidae
Pițigoii cu coadă lungă sunt un grup de paseriforme mici, cu cozi de dimensiuni medii până la lungi. Construiesc cuiburi în formă de sac, țesute în copaci. Majoritatea au o dietă mixtă, care include insecte.
- Pițigoi cu coadă lungă, Aegithalos caudatus

## Silvii
Ordin: Passeriformes   Familie: Sylviidae
Speciile din familia Sylviidae formează un grup de păsări mici, insectivore. Sunt răspândite în Europa, Asia și, într-o măsură mai mică, Africa. Cele mai multe au un aspect în general uniform, iar multe au cântece distinctive.
- Silvie cu cap negru, Sylvia atricapilla
- Silvie de zăvoi, Sylvia borin
- Silvie porumbacă, Curruca nisoria
- Silvie mică, Curruca curruca
- Silvie orientală, Curruca crassirostris
- Silvie orientală subalpină, Curruca cantillans
- Silvie mediteraneeană, Curruca melanocephala
- Silvie de câmp, Curruca communis

## Aușei
Ordin: Passeriformes   Familie: Regulidae
Aușeii, denumiți și regulide, formează un grup mic de păsări incluse în rândul păsărilor cântătoare din Lumea Veche, asemănătoare cu pițigoii, cărora li s-a acordat statutul de familie.
- Aușel cu cap galben, Regulus regulus
- Aușel sprâncenat, Regulus ignicapilla

## Fluturaș de stâncă
Ordin: Passeriformes   Familie: Tichodromidae
Fluturașul de stâncă este o pasăre mică, înrudită cu familia sitidelor, cu un penaj viu colorat în purpuriu, gri și negru.
- Fluturaș de stâncă, Tichodroma muraria

## Sitide
Ordin: Passeriformes   Familie: Sittidae
Sitidele sunt păsări mici de pădure. Au capacitatea neobișnuită de a coborî pe copaci cu capul în jos, spre deosebire de alte păsări care pot înainta doar în sus. Au capete mari, cozi scurte, ciocuri și picioare puternice.
- Țiclean, Sitta europaea
- Țiclean de stâncă, Sitta neumayer

## Cojoaice
Ordin: Passeriformes   Familie: Certhiidae
Cojoaicele sunt păsări mici de pădure, cu pene de culoare maro pe spate și albă pe burtă. Au ciocuri subțiri, ascuțite, curbate în jos, pe care le folosesc pentru a culege insectele de sub scoarța copacilor. Au pene de coadă rigide, ca ciocănitorile, pe care le folosesc pentru a se sprijini pe trunchiurile copacilor.
- Cojoaică de pădure, Certhia familiaris
- Cojoaică cu degete scurte, Certhia brachydactyla

## Pănțăruș
Ordin: Passeriformes   Familie: Troglodytidae
Pănțărușii sunt în principal păsări mici și discrete, cu excepția cântecelor lor zgomotoase. Au aripi scurte și ciocuri subțiri, întoarse în jos. Mai multe specii își țin adesea coada în poziție verticală. Toate sunt insectivore.
- Pănțăruș, Troglodytes troglodytes

## Mierle
Ordin: Passeriformes   Familie: Cinclidae
Mierlele sunt un grup de păsări al căror habitat include medii acvatice din America, Europa și Asia. Sunt recunoscute după mișcările lor de balansare și scufundare.
- Mierlă de apă, Cinclus cinclus

## Grauri
Ordin: Passeriformes   Familie: Sturnidae
Graurii sunt păsări de dimensiuni mici până la mijlocii, foarte gălăgioși. Habitatul lor preferat sunt zonele deschise. Se hrănesc cu insecte și fructe. Penajul este de obicei întunecat, cu un luciu metalic.
- Graur comun, Sturnus vulgaris
- Lăcustar, Pastor roseus

## Sturzi
Ordin: Passeriformes   Familie: Turdidae
Sturzii sunt un grup de păsări răspândite mai ales în Lumea Veche. Sunt insectivore, uneori omnivore, hrănindu-se adesea pe sol, cu penaj moale, de talie mică până la mijlocie. Multe au cântece atractive.
- Sturz de vâsc, Turdus viscivorus
- Sturz cântător, Turdus philomelos
- Sturzul viilor, Turdus iliacus
- Mierlă, Turdus merula
- Sturz de iarnă, Turdus pilaris
- Mierlă gulerată, Turdus torquatus

## Muscicapide
Ordin: Passeriformes   Familie: Muscicapidae
Muscarii sunt un grup numeros de păsări mici, originare din Lumea Veche. Sunt în principal insectivore arboricole. Aspectul acestor păsări este foarte variat, iar în cea mai mare parte au cântece slabe și chemări aspre.
- Muscar sur, Muscicapa striata
- Măcăleandru roșcat, Cercotrichas galactotes (A)
- Măcăleandru, Erithacus rubecula
- Privighetoare, Luscinia megarhynchos
- Muscar mic, Ficedula parva (A)
- Muscar semigulerat, Ficedula semitorquata
- Muscar negru, Ficedula hypoleuca
- Muscar gulerat, Ficedula albicollis
- Codroș de pădure, Phoenicurus phoenicurus
- Codroș de munte, Phoenicurus ochruros
- Mierlă de stâncă, Monticola saxatilis
- Mierlă albastră, Monticola solitarius
- Mărăcinar, Saxicola rubetra
- Mărăcinar negru, Saxicola rubicola
- Pietrar sur, Oenanthe oenanthe
- Pietrar mediteranean cu urechi negre, Oenanthe melanoleuca

## Mătăsari
Ordin: Passeriformes   Familie: Bombycillidae
Mătăsarii sunt un grup de păsări cu penaj moale, mătăsos și vârfuri roșii la unele dintre penele aripilor. Sunt păsări arboricole din pădurile nordice. Trăiesc hrănindu-se cu insecte vara și cu fructe de pădure iarna.
- Mătăsar european, Bombycilla garrulus (A)

## Brumărițe
Ordin: Passeriformes   Familie: Prunellidae
Brumărițele fac parte din singura familie de păsări, Prunellidae, care este endemică în Palearctica. Sunt specii de dimensiuni mici, destul de monotone, relativ asemănătoare cu vrăbiile din Lumea Veche.
- Brumăriță de stâncă, Prunella collaris
- Brumăriță de pădure, Prunella modularis

## Vrăbii
Ordin: Passeriformes   Familie: Passeridae
Vrăbiile din Lumea Veche sunt mici păsări paseriforme. În general, vrăbiile au un penaj de culoare maro sau gri, cozi scurte și ciocuri scurte și puternice. Se hrănesc în general cu semințe, dar consumă și insecte mici.
- Vrabie de casă, Passer domesticus
- Vrabie negricioasă, Passer hispaniolensis
- Vrabie de câmp, Passer montanus
- Vrabie de stâncă, Petronia petronia
- Cinghiță alpină, Montifringilla nivalis

## Motacilide
Ordin: Passeriformes   Familie: Motacillidae
Motacillidae este o familie de păsări mici, cu cozi medii spre lungi. Sunt insectivore zvelte, care se hrănesc la sol, în spații deschise.
- Codobatură de munte, Motacilla cinerea
- Codobatură galbenă, Motacilla flava
- Codobatură cu cap galben, Motacilla citreola (A)
- Codobatură albă, Motacilla alba
- Fâsă de câmp, Anthus campestris
- Fâsă de luncă, Anthus pratensis
- Fâsă de pădure, Anthus trivialis
- Fâsă cu gât roșu, Anthus cervinus (A)
- Fâsă de munte, Anthus spinoletta

## Fringilide
Ordin: Passeriformes   Familie: Fringillidae
Fringilidele sunt păsări cântătoare care se hrănesc cu semințe, de talie mică până la moderat mare și care au un cioc puternic, de obicei conic, la unele specii foarte mare. Toate au douăsprezece pene de coadă și nouă primare. Zboară în salturi, cu alternanțe de bătaie și planare cu aripile închise, iar majoritatea sunt bune cântătoare.
- Cinteză, Fringilla coelebs
- Cinteză de iarnă, Fringilla montifringilla
- Botgros, Coccothraustes coccothraustes
- Mugurar, Pyrrhula pyrrhula
- Florinte, Chloris chloris
- Cânepar, Linaria cannabina
- Forfecuță, Loxia curvirostra
- Sticlete, Carduelis carduelis
- Cănăraș, Serinus serinus
- Scatiu, Spinus spinus

## Presuri
Ordin: Passeriformes   Familie: Emberizidae
Emberizidele sunt o familie numeroasă de păsări cântătoare. Se hrănesc cu semințe și au ciocuri de formă distinctă. Multe specii de emberizide au modele distinctive ale capului.
- Presură cu cap negru, Emberiza melanocephala
- Presură sură, Emberiza calandra
- Presură de munte, Emberiza cia
- Presură bărboasă, Emberiza cirlus
- Presură galbenă, Emberiza citrinella
- Presură de grădină, Emberiza hortulana
- Presură de stuf, Emberiza schoeniclus